# Utonutí zakázáno
Utonutí zakázáno (v originále Noyade interdite) je francouzský hraný film z roku 1987, který režíroval Pierre Granier-Deferre podle knihy Andrewa Coburna. Snímek měl světovou premiéru dne 2. prosince 1987.

## Děj
Vrchní inspektor Molinat se vrací domů, do městečka na pobřeží Atlantiku, které opustil před deseti lety poté, co přimhouřil oči před realitním podvodem, do kterého byla zapletena jeho tehdejší milenka. Má za úkol vyšetřit záhadnou smrt muže, jehož mrtvolu vyplavilo moře a velmi rychle následovala druhá oběť. Celá záležitost se pro Molinata zkomplikuje příchodem inspektora Leroyera. Vztahy mezi oběma muži jsou hrozivé. Molinat záhy pochopí, že Leroyer vede dvojí vyšetřování. Jak sérii vražd, tak i něco z jeho vlastní minulosti.

## Obsazení
| Philippe Noiret       | inspektor Paul Molinat |
| Élizabeth Bourgine    | Elizabeth              |
| Gabrielle Lazure      | Jeanne                 |
| Marie Trintignantová  | Isabelle               |
| Guy Marchand          | inspektor Leroyer      |
| Anne Roussel          | Marie                  |
| Suzanne Flon          | Hazelle                |
| Andréa Ferréol        | Cora                   |
| Catherine Hiegel      | doktor Chauveau        |
| Philippe Polet        | Bud                    |
| Stefania Sandrelliová | Winny                  |
| François Dyrek        | Bernard                |
| Dominique Zardi       | prodejce koblih        |
| Laura Betti           | Keli                   |
| Raoul Billerey        | starosta               |
| Alessandro Fontana    | místostarosta          |
| Toni Cecchinato       | Bruno                  |
| Isabelle Mantero      | Laura                  |
| Marcel Bozonnet       | Bruno Lymann           |

## Ocenění
- César: nominace v kategorii nejlepší herec ve vedlejší roli (Guy Marchand)